# Rootsiküla (Alatskivi)
Rootsiküla – wieś w Estonii, w prowincji Tartu, w gminie Alatskivi.